# Liste der Wirtschaftsminister von Niedersachsen
Liste der Wirtschaftsminister von Niedersachsen.

## Wirtschaftsminister Niedersachsen (seit 1946)
| Name                                                         | Amtsantritt                                                                  | Kabinett                                              | Partei                  |
| Minister für Wirtschaft                                      | Minister für Wirtschaft                                                      | Minister für Wirtschaft                               | Minister für Wirtschaft |
| ------------------------------------------------------------ | ---------------------------------------------------------------------------- | ----------------------------------------------------- | ----------------------- |
| Alfred Kubel                                                 | 23. November 1946                                                            | Kopf I                                                | SPD                     |
| Minister für Wirtschaft und Verkehr                          |                                                                              |                                                       |                         |
| Alfred Kubel                                                 | 11. Juni 1947                                                                | Kopf II                                               | SPD                     |
| Otto Fricke                                                  | 9. Juni 1948                                                                 | Kopf III                                              | CDU                     |
| Alfred Kubel                                                 | 23. August 1950                                                              | Kopf III                                              | SPD                     |
| Hermann Ahrens                                               | 13. Juni 1951 26. Mai 1955                                                   | Kopf IV Hellwege I                                    | GB/BHE                  |
| Alfred Kubel                                                 | 19. November 1957                                                            | Hellwege II                                           | SPD                     |
| Carlo Graaff                                                 | 12. Mai 1959 29. Dezember 1961 12. Juni 1963                                 | Kopf V Diederichs I Diederichs II                     | FDP                     |
| Karl Möller                                                  | 19. Mai 1965 5. Juli 1967                                                    | Diederichs III Diederichs IV                          | CDU                     |
| Minister für Wirtschaft und öffentliche Arbeiten             |                                                                              |                                                       |                         |
| Helmut Greulich                                              | 8. Juli 1970                                                                 | Kubel I                                               | SPD                     |
| Minister für Wirtschaft und Verkehr                          |                                                                              |                                                       |                         |
| Erich Küpker                                                 | 10. Juli 1974                                                                | Kubel II                                              | FDP                     |
| Ernst Albrecht                                               | 6. Februar 1976                                                              | Albrecht I                                            | CDU                     |
| Walther Leisler Kiep                                         | 25. Februar 1976                                                             | Albrecht I                                            | CDU                     |
| Erich Küpker                                                 | 19. Januar 1977                                                              | Albrecht II                                           | FDP                     |
| Birgit Breuel                                                | 28. Juni 1978 22. Juni 1982                                                  | Albrecht III Albrecht IV                              | CDU                     |
| Minister für Wirtschaft, Technologie und Verkehr             |                                                                              |                                                       |                         |
| Walter Hirche                                                | 9. Juli 1986                                                                 | Albrecht V                                            | FDP                     |
| Peter Fischer                                                | 21. Juni 1990 23. Juni 1994 30. März 1998 28. Oktober 1998 15. Dezember 1999 | Schröder I Schröder II Schröder III Glogowski Gabriel | SPD                     |
| Susanne Knorre                                               | 13. Dezember 2000                                                            | Gabriel                                               | parteilos               |
| Minister für Wirtschaft, Arbeit und Verkehr                  |                                                                              |                                                       |                         |
| Walter Hirche                                                | 4. März 2003 26. Februar 2008                                                | Wulff I Wulff II                                      | FDP                     |
| Philipp Rösler                                               | 18. Februar 2009                                                             | Wulff II                                              | FDP                     |
| Jörg Bode                                                    | 28. Oktober 2009 1. Juli 2010                                                | Wulff II McAllister                                   | FDP                     |
| Olaf Lies                                                    | 19. Februar 2013                                                             | Weil I                                                | SPD                     |
| Minister für Wirtschaft, Arbeit, Verkehr und Digitalisierung |                                                                              |                                                       |                         |
| Bernd Althusmann                                             | 22. November 2017                                                            | Weil II                                               | CDU                     |
| Minister für Wirtschaft, Bauen, Verkehr und Digitalisierung  |                                                                              |                                                       |                         |
| Olaf Lies                                                    | 8. November 2022                                                             | Weil III                                              | SPD                     |
| Minister für Wirtschaft, Verkehr und Bauen                   |                                                                              |                                                       |                         |
| Grant Hendrik Tonne                                          | 20. Mai 2025                                                                 | Lies                                                  | SPD                     |